# Raniewo
Raniewo – wieś w Polsce położona w województwie pomorskim, w powiecie kwidzyńskim, w gminie Prabuty przy drodze wojewódzkiej nr 521.
W latach 1975–1998 miejscowość administracyjnie należała do województwa elbląskiego.